# Peniophorella baculorubrensis
Peniophorella baculorubrensis är en svampart som först beskrevs av Gilb. & M. Blackw., och fick sitt nu gällande namn av K.H. Larss. 2007. Peniophorella baculorubrensis ingår i släktet Peniophorella, klassen Agaricomycetes, divisionen basidiesvampar och riket svampar.   Inga underarter finns listade i Catalogue of Life.